# Волхон-Умёт
Волхон-Умёт — село в Пензенском районе Пензенской области России. Входит в состав Варыпаевского сельсовета.

## География
Село находится в центральной части Пензенской области, в пределах Приволжской возвышенности, в лесостепной зоне, к востоку от автодороги Р158, на расстоянии примерно 11 километров (по прямой) к юго-востоку от села Кондоль, административного центра района. Абсолютная высота — 231 метр над уровнем моря.

### Климат
Климат характеризуется как умеренно континентальный, с умеренно холодной продолжительной зимой и относительно тёплым летом. Средняя температура воздуха самого тёплого месяца (июля) — 18,8 °C (абсолютный максимум — 40 °C); самого холодного (января) — −13 — −12 °C (абсолютный минимум — −47 °C). Безморозный период длится от 117 до 133 дней. Среднегодовое количество атмосферных осадков варьируется от 467 до 604 мм, из которых большая часть выпадает в тёплый период.

### Часовой пояс
Село Волхон-Умёт, как и вся Пензенская область, находится в часовой зоне МСК (московское время). Смещение применяемого времени относительно UTC составляет +3:00.

## Население
| 1795  | 1859  | 1877 | 1894 | 1897 | 1911 | 1921  |
| ----- | ----- | ---- | ---- | ---- | ---- | ----- |
| 100   | ↗672  | ↘635 | ↗761 | ↘757 | ↗950 | ↗1074 |
| 1926  | 1930  | 1939 | 1959 | 1979 | 1989 | 1996  |
| ↘1071 | ↗1110 | ↘643 | ↘368 | ↘261 | ↘222 | ↗235  |
| 2002  | 2010  |      |      |      |      |       |
| ↘206  | ↘146  |      |      |      |      |       |

### Национальный состав
Согласно результатам переписи 2002 года, в национальной структуре населения русские составляли 96 % из 206 чел.